# Tvillingfläckat metallfly
Tvillingfläckat metallfly (Chrysodeixis chalcites) är en fjärilsart som beskrevs av Eugen Johann Christoph Esper 1789. Tvillingfläckat metallfly ingår i släktet Chrysodeixis och familjen nattflyn. Arten förekommer tillfälligt i Sverige, men reproducerar sig inte. Inga underarter finns listade i Catalogue of Life.

## Bildgalleri

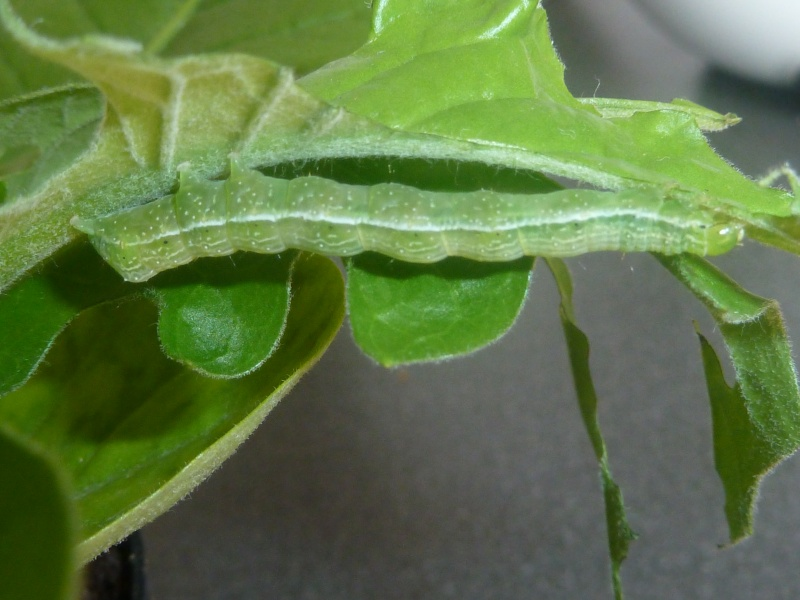